# Данијел Штајн
Данијел Штајн (Милвоки, САД, 1952) - амерички савремени уметник физичког театра, познатијег као телесна пантомима.

## Биографија
Рођен у Милвокију, држава Висконсин, Штајн је почео да се бави глумом и драмом, али случајно. У 8. разреду на предмету Америчка историја, добио је задатак да направи пројекат Роџер Вилијамс, оснивача Род ајленд и Провиденс плантажа. Штајн је написао, режирао и глумио у 12-минутном супер 8мм филму у боји на своју тему. Снимљен је на стрмим обалама језера Мичиген, његов отац је био сниматељ. Штајн и даље чува оригинални снимак филма из 1967. године.
У средњој школи, Штајн се званично упознао са драмским уметностима, учећи од иновативног и провокативног драмског режисера Дејла Gutzmanа у Вајтфиш Беј средњој школи у предграђу Милвокија. Штајн се појавио се у разним представама, попут Пир Гант, Дракула, Велики Себастијани и Гуцманов ауторски мјузикл Флеш Гордон. Као предсказање будућих догађаја, такође је глумио у Гуцмановом ауторској мјузикл трагедији Богови, мултимедијској продукцији, заснованој на животу Жан-Гаспара Дебураја, чувеног и иновативног француског пантомимичара из средине 19. века, који је наступао у пантомими Бланш, назван због беле шминке коју су глумци носили на лицу.
Штајн је исто тако неговао своје вештине драмског читања, такмичећи се на средњошколским такмичењима изражајне поезије.

## Професионална каријера
Штајн је предавао широм света у установама, као што је Џулијард школа драме, и Институт драмских уметности, Токио. Имао је своју школу у Паризу, 15 година. У 2007-08, Штајн био гостујући уметник Драмских уметности у колеџ центру у Данвилу, држава Кентаки. Тренутно има положај Директора за покрет и физичко позориште на Универзитету Браун/Тринити Реп МФА програма у Провиденсу, држава Род ајленд. Штајн има двоструко америчко и француско држављанство.

## Приче
Свој први солистички наступ, Тајмпис, који се бави протоком времена у животу човека, и како се сукоб и моћ, а самим тим, радост и љубав појављују проласком времена, се уопштено сматра да је започео доба покрета телесне пантомиме. У Тајмпису, објекти на сцени су преведени из њихове свакодневне употребе у идеалистичке симболе. Столица, на пример, не служи само да се седи, већ служи и као слика подршке и снаге. Ова представа је визуелна музика са почетком, средином и крајем.
Бартон Вимбл из Њујорк Дејили Њуза је написао о Тајмпису: „Могуће је да критичар неколико пута у својој каријери може да седне у позориште и у распону од само сат времена види како извођач мења целокупан ток успостављеног облика уметности, али то је управо оно што се десило када је Данијел Штајн отворио Плесни театар радионице 'Нове пантомиичарске серије.”
Силви Дрејк из Лос Анђелес Тајмса је похвалио Тајмпис као: „једно од оних ретких откривачких искустава које чекате у позоришту”.

## Критички став
Штајн је изјавио о „физичком позоришту”: „мислим да је физичко позориште много више висцерално и на публику утиче много више висцерално него интелектуално. Основа за позориште је живо, људско искуство, које се разликује од било које друге форме уметности које ја знам. Сликарство, књижевност, музика настају углавном на интерпретативни начин, што ће рећи, да неко седи и пише нешто, а онда неко други то тумачи, често пред камером. Живо позориште, где стварни људи стоје пред стварним људима, се заснива на чињеници да смо све оставили по страни; размена иде у оба смера. Чињеница да је то крајње физички, висцерали облик чини да то буде сасвим другачије искуство од скоро свега осталог у чему учествујемо у нашим животима. Не мислим да смо могли да то да урадимо исто тако, да смо радили књижевно позориште”.

## Награде
Штајн је добио бесповратна средства од Националне задужбине за уметност, САД/Јапан комисије, Пју Добротворног фонда и био је именован за пријатеља Џон Сајмон Гугенхајма.
Неке од књиге у којима се помињу Штајнови наступи су Савремена и постсавремена пантомима Томаса Лебхарта (савремена драматургија); Од грчких Пантомимичара до Марсела Марзоа и шире: Пантомимичари, Глумци, Пиерои и Кловнови: Хроника многих лица пантомиме у позоришту од Анет Беркут Ласт (2002) (Скеркроу Прес); и позориште Ду Гест од Жака Лекока (Бордас – Париз).